# Egermeister
Un Egermeister (en russe : Егермейстер ; en allemand : Jägermeister) est un maître de chasse, titre de la table des rangs. Il joue un rôle important dans l'organisation et la conduite de la chasse à la cour. Habituellement les egermeisters sont originaires de la noblesse.
Dans l'Empire russe, ce titre est classé en 3e place dans la table des rangs, dans la catégorie des conseillers secrets mais c'est un titre plutôt honorifique qui n'a pas de grande signification concrète.
Ober-egermeister est un titre supérieur à celui d'egermeister correspondant dans la table des rangs à la deuxième catégorie de titres, celui de général-major.